# Altica tombacina
Altica tombacina är en skalbaggsart som beskrevs av Mannerheim 1853. Altica tombacina ingår i släktet Altica och familjen bladbaggar. Inga underarter finns listade i Catalogue of Life.